# Amalryk I
Amalryk I (ur. 1136, zm. 11 lipca 1174 w Jerozolimie) – hrabia Jafy i Aszkelonu, król Jerozolimy (1163-1174).

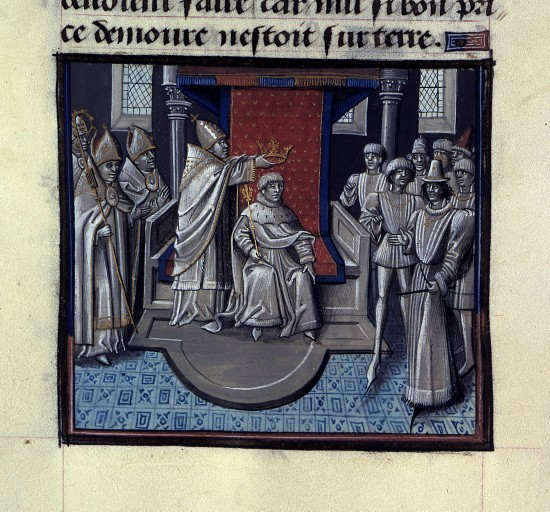
Koronacja Amalryka I

## Życiorys
Był synem Melisandy i Fulka Andegaweńskiego. Przejął tron po śmierci starszego brata Baldwina III, za panowania którego pełnił funkcję hrabiego Jafy i Aszkelonu. W czasie, gdy Rajmund III przebywał w niewoli muzułmańskiej (1164–1172), sprawował również władzę regenta w hrabstwie Trypolisu.
Około 1158 ożenił się z kuzynką Agnieszką de Courtenay, córką Joscelina II, hrabiego Edessy. Miał z nią troje dzieci:
- Sybillę (ur. 1159 lub 1160), przyszłą królową Jerozolimy,
- Baldwina (ur. 1161), przyszłego króla Jerozolimy,
- Alicję (Alix), zmarłą w dzieciństwie.

## Panowanie
Kiedy w 1163 Amalryk wstąpił na tron, baronowie królestwa i patriarcha Jerozolimy zgodzili się na jego koronację pod warunkiem jego zgody na unieważnienie tego małżeństwa ze względu na zbyt bliski stopień pokrewieństwa i złe prowadzenie się Agnieszki. Amalryk zgodził się, ale zależało mu na przyznaniu jego dzieciom praw do sukcesji, na co Sąd Najwyższy wyraził zgodę. Agnieszka opuściła dwór, otrzymała pensję i zachowała tytuł hrabiny Jafy i Aszkelonu, który nosiła jako żona Amalryka.
Drugą żoną króla została Maria Komnena, córka Jana Komnena Dukasa, księcia Cypru - bratanka Manuela I, cesarza bizantyjskiego. Amalryk poślubił ją w Tyrze, 29 sierpnia 1167 roku. Z Marią miał co najmniej dwoje dzieci:
- Izabelę (ur. 1172), przyszłą królową Jerozolimy,
- dziecko urodzone martwe (ur. 1173).

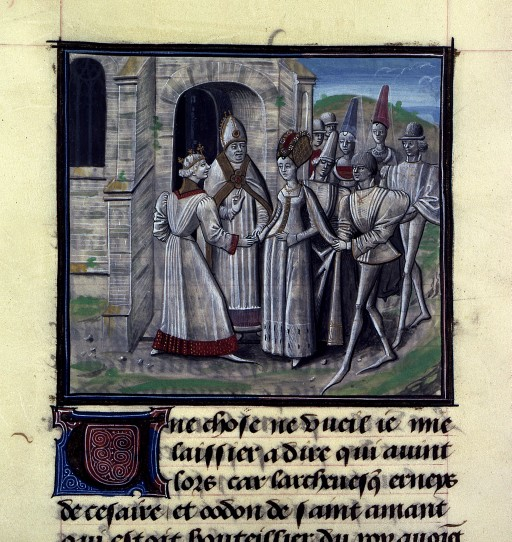
Ślub Amalryka I i Marii Komneny

Najważniejszym celem Amalryka jako króla jerozolimskiego było podporządkowanie sobie Egiptu. Usiłując wykorzystać chaos panujący na dworze fatymidzkim, Amalryk czterokrotnie wyprawiał się do Egiptu: w 1163, 1164, 1167 i 1168 roku. Nie odniósł jednak żadnych większych sukcesów. Zawarł jedynie krótkotrwały sojusz z egipskim wezyrem Szawarem, który przyrzekł płacić mu trybut oraz zgodził się na pozostawienie w Kairze niewielkiej załogi frankijskiej. Jedynym bardziej trwałym (i z całą pewnością dla Franków niekorzystnym) skutkiem najazdów Amalryka było objęcie władzy nad Nilem przez wasala Nur ad-Dina z Syrii, Szirkuha, a następnie jego bratanka, Saladyna (tego samego, który 20 lat później zdobył Jerozolimę).
W polityce zagranicznej Amalryk opierał się na sojuszu z Bizancjum, przypieczętowanym jego małżeństwem z Marią. Flota cesarza Manuela wspomagała wojska frankijskie w czasie walk w Egipcie, jednak współpraca ta nie była zbyt udana. Zasługą Amalryka są zmiany w prawie Królestwa Jerozolimskiego, które umożliwiły lennikom odwoływanie się przeciw swoim seniorom do Sądu Najwyższego. Zwiększyło to zależność wszystkich wasali od Jerozolimy. W 1174 zmarł Nur ad-Din i Amalryk natychmiast zaczął nieskutecznie oblegać Banias. W drodze powrotnej z Banias, Amalryk zachorował na dyzenterię i pozornie jego lekarzom udało się go wyleczyć, ale już w Jerozolimie dostał wysokiej gorączki. Leżąc kilka dni na łożu śmierci, Amalryk przekazał Nablus swojej żonie Marii i ich córce - Izabeli. Jego następcą na tronie został chory na trąd i niepełnoletni Baldwin IV, który sprowadził na dwór swoją matkę - Agnieszkę de Courtenay.

## Wywód przodków

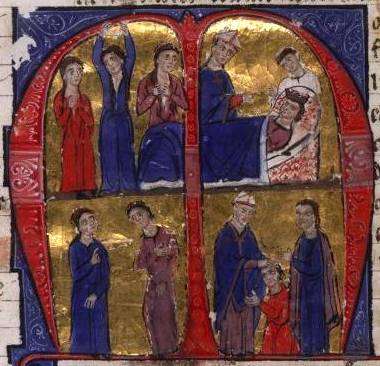
Śmierć Amalryka I i koronacja Baldwina IV

| 4. Fulko IV              |  |                  |  |  |              |
|                          |  | 2. Fulko z Anjou |  |  |              |
| 5. Bertrada z Montfort   |  |                  |  |  |              |
|                          |  |                  |  |  | 1. Amalryk I |
| 6. Baldwin II z Le Bourg |  |                  |  |  |              |
|                          |  | 3. Melisanda     |  |  |              |
| 7. Morfia z Meliteny     |  |                  |  |  |              |
|                          |  |                  |  |  |              |